# Restauratio Imperii

In rosso l'Impero romano d'Oriente prima di Giustiniano I (527), in arancione le addizioni territoriali operate da Giustinano stesso.

Per Restauratio Imperii (o Renovatio Imperii) si intende il progetto espansionistico dell'Imperatore romano d'Oriente Giustiniano I, volto a riconquistare il territorio appartenente al crollato Impero romano d'Occidente.
Il suo sogno era di riportare l'Impero Romano al suo antico splendore, sotto la guida di un unico Imperatore, anche se la sua capitale sarebbe stata Costantinopoli e non più Roma o Ravenna o un'altra città dell'Occidente. L'intento di Giustiniano è noto anche come Restitutio Imperii.
Tutto ciò poté solo in parte realizzarsi, anche a causa dell'oggettiva difficoltà di un progetto che prevedeva la riconquista di un territorio enorme, in massima parte occupato da Regni latino-germanici.
Secondo alcuni autori, in realtà l'espansionismo militare imperiale del periodo giustinianeo non corrispose ad un effettivo progetto, ma ad una serie di eventi casuali e non intenzionali da parte dell'autorità romana ; infatti la Guerra Gotica (535-553) scoppiò a causa del mancato rispetto da parte di precisi trattati federativi da parte del re Teodato, circostanza che non poteva necessariamente essere pianificata dalla corte di Costantinopoli.

## Le guerre di Giustiniano

### Guerra vandalica (533-534)

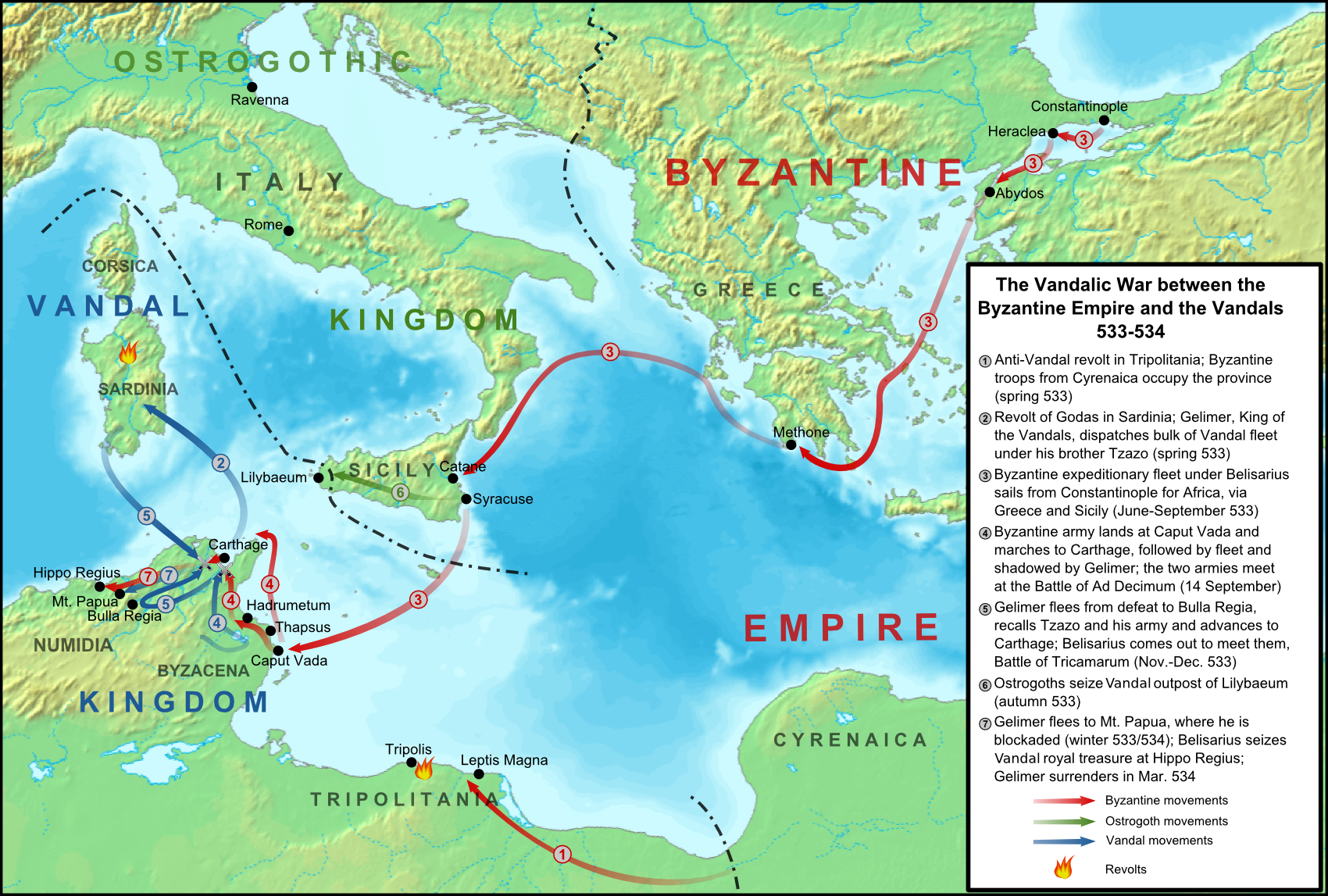
La guerra vandalica del 533-534: movimenti degli eserciti.

Dopo aver posto fine alla Guerra iberica con la Persia con la Pace eterna del 532, Giustiniano I ebbe via libera, non essendo più impegnato nel fronte orientale, per dedicarsi alla riconquista dell'Occidente. Si prefissò come primo obiettivo l'annessione del Regno dei Vandali in Africa, ma per dichiarare guerra a questa nazione germanica necessitava di un casus belli. Lo trovò nella detronizzazione del re vandalo Ilderico ad opera del cugino Gelimero, che divenne il nuovo re dei Vandali; Giustiniano, che era in ottimi rapporti con Ilderico, intimò a Gelimero di restituire il trono al suo legittimo re ma al suo rifiuto, gli dichiarò guerra. La spedizione in Africa non aveva l'approvazione di alcuni consiglieri (tra cui il prefetto del pretorio d'Oriente Giovanni di Cappadocia), ancora memori della sconfitta subita contro i Vandali nel 468, ma ciò non bastò a far desistere l'Imperatore dai sogni di conquista.
Giustiniano affidò l'impresa di conquistare l'Africa al generalissimo Belisario, che già si era distinto contro i Persiani e che soprattutto aveva salvato il trono all'Imperatore sedando la rivolta di Nika. La spedizione partì nel 533 e nel giro di un anno (534) riuscì a distruggere il regno vandalico, che fu annesso all'Impero. I nuovi territori conquistati (Africa del Nord più Sardegna, Corsica e Isole Baleari) formarono una nuova prefettura del pretorio d'Africa, mentre Belisario ritornò a Costantinopoli portando con sé come prigioniero Gelimero. Ottenne dall'Imperatore gli onori di un trionfo, cosa che non capitava per un cittadino privato dal I secolo.

### Guerra gotica (535-553)

Guerra gotica, prima fase (535-540).

L'assassinio della reggente Amalasunta, attuato da suo cugino Teodato per impossessarsi del trono goto, fornì il pretesto a Giustiniano di dichiarare guerra agli Ostrogoti (535). Ancora una volta la spedizione venne affidata a Belisario, che conquistò la Sicilia (535), Napoli e Roma e con esse tutto il Sud Italia (536). Stanchi per la inazione di Teodato, i Goti lo detronizzarono ed elessero re Vitige, che preparò la controffensiva gota che si manifestò nell'assedio di Roma durato un anno (537-538). L'assedio fallì e Belisario poté riprendere la campagna di riconquista, che sembrò finire con la presa di Ravenna (540) e la cattura del re Vitige e del tesoro dei Goti.
L'arrivo della peste (che indebolì sia militarmente che economicamente l'Impero, svantaggiandolo rispetto ai suoi nemici meno evoluti), il richiamo di Belisario in Oriente, l'invasione persiana della Siria, il rapace fiscalismo degli esattori bizantini, la disunione dell'esercito permise però ai Goti, ridotti ormai ad alcune fortezze nel Nord Italia, di riprendersi: essi proclamarono re un guerriero che si mostrò in seguito molto abile, Totila, che in breve tempo riuscì a recuperare gran parte dell'Italia. Nemmeno il ritorno di Belisario in Italia (544) servì a risollevare la situazione per i Bizantini, sia perché Giustiniano gli aveva fornito un numero insufficiente di truppe sia perché Totila aveva compreso gli errori tattici dei suoi predecessori e aveva preso delle contromisure al fine di impedire al generale bizantino di attuare la sua strategia consueta basata sulla guerra di posizione e sul logoramento delle forze nemiche mediante la guerriglia. Per quattro anni, dunque, Belisario dovette stare sulla difensiva, riuscendo solo a riprendere ai Goti una Roma ormai spopolata e in rovina (547). Dopo il richiamo di Belisario (548), Totila espanse le sue conquiste riprendendo Roma (550) e conquistando la Sicilia, la Sardegna e la Corsica.
Giustiniano allora inviò in Italia come generalissimo Narsete, che completò la conquista dell'Italia (con Sicilia, Sardegna e Corsica), sconfiggendo gli ultimi re goti Totila e Teia, e contrastò i Franchi e gli Alamanni. La guerra gotica, pur essendo di fatto finita nel 555, durò fino al 562 perché i Goti e i Franchi erano ancora in possesso di alcune fortezze nell'estremo nord della Penisola. Solo nel 562, con la resa di Verona e Brescia, la guerra poteva dirsi veramente conclusa.

### Spagna Bizantina
Nel 554 i Bizantini conquistarono anche la Spagna meridionale.

## Conseguenze
Pur essendo vittoriose, le guerre in Occidente di Giustiniano portarono a devastazioni non solo in Occidente ma anche in Oriente, dove le frontiere sguarnite a causa del trasferimento delle truppe in Occidente permisero ai Barbari di saccheggiare i Balcani e ai Persiani di saccheggiare la Siria. Questo è quanto scrive Procopio sulle devastazioni provocate dalle guerre:
(Procopio, Storia segreta, 18)
Procopio, pur enfaticamente esagerando le devastazioni e il numero delle vittime, non andava molto lontano dalla realtà. La guerra gotica in Italia, che durò più di vent'anni, causò un enorme regresso economico e sociale della penisola: campagne e città erano state devastate dagli eserciti, e molte città prospere sotto il regno di Teodorico (come ad esempio Milano e Roma) erano dopo la fine del conflitto parzialmente in rovina. Le ricostruzioni ad opera degli ufficiali bizantini furono solo parziali, ad esempio a Roma è attestata (da un'epigrafe) solo la riparazione di un ponte distrutto dai Goti. Lo stesso senato romano conobbe dopo la guerra un irreversibile declino, che si concluse con lo scioglimento agli inizi del VII secolo. In conclusione, le imprese di Giustiniano sono state del tutto catastrofiche per l'Italia.
Occorre tuttavia ricordare come la quasi totalità dei massacri ai danni della popolazione italiana siano stati compiuti dagli Ostrogoti, non dall'esercito romano; la totale distruzione di Milano, per esempio, fu perpetrata dagli eserciti congiunti di Goti e Burgundi. Il conflitto, d'altra parte, iniziò a causa del già citato omicidio di Amalasunta, quindi non a causa di un'azione da parte romana.
Giustiniano morì lasciando vuote le casse dell'impero, pur riuscendo a coronare, in parte, i suoi sogni di riconquista. La maggior parte delle terre riconquistate furono perse fra la seconda metà del VI secolo e il secolo successivo: oltre metà del territorio italiano fu occupato stabilmente dai Longobardi pochi anni dopo la sua morte (568-575 circa), l'Africa cadde in mano araba meno di un secolo più tardi e così pure la Spagna bizantina, sotto i Visigoti appena convertitisi al cattolicesimo e supportati dal papa.
I successori al trono di Bisanzio, unici legittimi successori dei Cesari romani, rivendicarono, fino alla caduta di Costantinopoli (1453), il diritto di essere riconosciuti come tali, e come tali erano riconosciuti in Occidente fino alla seconda metà dell'VIII secolo (anche se era talvolta usato anche il termine "greci", soprattutto in contesti polemici). Solo con la rottura dei rapporti tra Papa e Imperatore d'Oriente in seguito all'Iconoclastia (metà VIII secolo) coloro che venivano fino a poco tempo prima definiti "Romani" divennero per la Chiesa di Roma "Greci" e la "Res Publica Romanorum" si trasformò in "Imperium Graecorum". Il punto di rottura definitivo si ebbe quando salì sul trono di Bisanzio in qualità di regnante a tutti gli effetti l'imperatrice Irene d'Atene. Il fatto che il trono "romano" fosse occupato da una donna spinse il Papa a considerare il trono "romano" vacante, incoronando "Imperatore dei Romani" il re dei Franchi e dei Longobardi Carlo Magno, il giorno di natale dell'anno 800. La nascita di un nuovo Impero d'Occidente non fu ben accolta dall'Impero d'Oriente che tuttavia non aveva i mezzi per intervenire. I sovrani di Bisanzio divennero agli occhi degli Occidentali "Imperatori dei Greci".
A partire dall'VIII secolo il potere religioso, che aveva il suo fulcro nella città di Roma e nel suo vescovo, il Papa, si rese indipendente da Bisanzio ed appoggiò la formazione di un ricostituito Impero cristiano-occidentale, prima sotto l'egida franca (Impero carolingio) poi sassone (Sacro Romano Impero). Al contrario la "romanità" dell'Impero bizantino venne riconosciuta dai popoli islamici, che chiamavano i Bizantini "Rum", ovvero "Romani".